# São Paio de Jolda
São Paio de Jolda es una freguesia portuguesa del concelho de Arcos de Valdevez, con 1,76 km² de superficie y 421 habitantes (2001). Su densidad de población es de 239,2 hab/km².